# Avolición
La avolición es un síntoma de diversas tipos de psicopatología, conocido como la disminución de la capacidad para iniciar y persistir en actividades intencionadas autodirigidas. Tales actividades parecen estar descuidadas por la persona y generalmente incluyen actividades de la rutina, pasatiempos, ir al trabajo y/o la escuela y, sobre todo, participar en actividades sociales. La persona que sufre una avolición puede quedarse en casa durante largos períodos de tiempo, en lugar de buscar trabajo o tener relaciones con sus compañeros.

## Psicopatología
Las personas con avolición a menudo quieren completar ciertas tareas, pero carecen de la capacidad de iniciar los comportamientos necesarios para completarlas. La avolición se ve más comúnmente como un síntoma de algún otro trastorno, pero podría considerarse un trastorno clínico primario en sí mismo (o como un segundo trastorno coexistente) relacionado con trastornos de motivación disminuida. En 2006, el Instituto Nacional de Salud Mental (NIMH) identificó la avolición como un síntoma negativo de la esquizofrenia, y se ha observado en pacientes con trastorno bipolar y como resultado de un trauma. También se ha observado que el tratamiento de este síntoma puede mejorar el cuadro general en la esquizofrenia.
La avolición a veces se confunde con otros síntomas similares que también afectan la motivación, como la abulia, la anhedonia y la asocialidad, o un fuerte desinterés general. Por ejemplo, la abulia también es una restricción en la motivación y la iniciación, pero se caracteriza por una incapacidad para establecer metas o tomar decisiones y se considera un trastorno de motivación disminuida. Para proporcionar un tratamiento eficaz, se debe identificar la causa subyacente de la avolición (si la hubiera) y es importante diferenciarla adecuadamente de otros síntomas, aunque puedan reflejar aspectos similares de la enfermedad mental.

## Implicaciones sociales y clínicas
Las implicaciones de la avolición a menudo resultan en problemas de sociabilización. La interrumpción de las interacciones con personas conocidas y desconocidas, pone en peligro las relaciones sociales del paciente. Cuando forma parte de una enfermedad mental grave, se ha informado, en relatos en primera persona, que la avolición conduce a la incapacidad física y mental para iniciar y mantener relaciones, así como para trabajar, comer, beber o incluso dormir.
Clínicamente, puede ser difícil involucrar a un individuo que experimenta una abstinencia en la participación activa de la psicoterapia. Los pacientes también se enfrentan al estrés de afrontar y aceptar una enfermedad mental y al estigma que a menudo acompaña a dicho diagnóstico y sus síntomas.

## Tratamiento
La mitraginina contenida en Kratom tiene la capacidad de reducir la avolición.
Las neuronas dopaminérgicas de la corteza prefrontal se encuentran significativamente reducidas en pacientes con avolición. Los ácidos grasos omega-3 pueden aumentar los niveles de dopamina en la corteza prefrontal en un 40% y potencialmente podrían proporcionar beneficios terapéuticos.
La terapia cognitivo-conductual es el tipo de psicoterapia que se muestra más prometedora en el tratamiento de la avolición (y otros síntomas negativos de la esquizofrenia).